# Ancoratge ossi
Un ancoratge ossi permet d'assegurar un ancoratge màxim en el moment d'un tractament d'ortodòncia.